# Янтра (хижа)
Вижте пояснителната страница за други значения на Янтра.
Хижа Янтра (старо име Партизанска песен) се намира в местността Новия Крачан, между Калоферска и Шипченска планина, дялове от Средна Стара планина. Представлява едноетажна сграда с капацитет 32 места. До хижата може да се стигне по асфалтиран път. Хижа Янтра е пункт от европейски маршрут E3 (Ком - Емине).

## Съседни обекти
| Изходни точки            | Изходни точки |
| ------------------------ | ------------- |
| село Ясеново             | 3,30 ч.       |
| жп спирка Голямо Дряново | 4,30 ч.       |
| Хижи                     |               |
| Узана                    | 1,30 ч.       |
| Мазалат                  | 2,15 ч.       |